# Stitch!
Stitch! (スティッチ!, Sutitchi!) is een animeserie gebaseerd op de Disneyfilm Lilo & Stitch, en de op die film gebaseerde mediafranchise. De serie is een coproductie tussen Walt Disney Animation Studios en de Japanse animatiestudio Madhouse. De serie wordt in Japan sinds 8 oktober 2008 uitgezonden, en is inmiddels bezig aan zijn derde seizoen. De serie is in Nederland te zien op Disney Channel en Disney XD en in België op Ketnet en Disney Channel.

## Verhaal
Het verhaal van de serie is grotendeels gebaseerd op een Disneyfilm , met als verschil dat in deze serie Stitch niet neerstort op Hawaï maar op Izayoi, een fictief Japans eiland voor de kust van Okinawa. Hier wordt hij gevonden door een 9-jarig meisje genaamd Yuna, die hem in huis neemt. Yuna woont bij haar oma Obaa, en studeert karate. Ook Stitch' schepper, Jumba, en agent Pleakly vestigen zich op het eiland om Stitch in de gaten te houden.
Al kort na zijn aankomst op het eiland ontdekt Stitch "de Spirituele Steen", die zijn wens om het sterkste wezen van het universum te worden kan vervullen. Maar daarvoor moet hij eerst genoeg goede daden doen.
Tijdens de serie ontmoeten Yuna en Stitch een aantal andere experimenten van Jumba, evenals enkele yokai die op het eiland wonen. De bekendste yokai in de serie is Kijimuna, die vanaf aflevering 3 ook bij Yuna en Stitch komt wonen.

## Achtergrond
De pilot van de serie werd getoond op de Internationale Animebeurs 2008 in Tokio, bij zowel de Madhousestand als bij de Disneystand. De serie ging vervolgens in première op TV Tokyo op 8 oktober 2008.
De serie toont veel van de Japanse cultuur, zoals de originele film en serie veel van de Hawaïaanse cultuur toonden.
In de Engelstalige nasynchronisatie van de serie zijn een aantal veranderingen aangebracht ten opzichte van de originele versie. Zo is alle originele achtergrondmuziek vervangen door nieuwe muziek gecomponeerd door Thorsten Laewe. Ook zijn sommige afleveringen ingekort en samengevoegd.

## Connecties met andere Lilo & Stitch-media
In de originele Japanstalige versie heeft de serie qua verhaal bijna geen connecties met de Lilo & Stitch-films. Lilo en haar zus Nani worden nooit gezien of genoemd, noch wordt er een verklaring gegeven over waarom Stitch opeens Hawai heeft verlaten en weer destructieve neigingen heeft. Ook werkt Gantu in de serie opeens weer voor Hamsterviel, terwijl hij in Lilo & Stitch zijn oude baan als kapitein terug kreeg. Dit alles maakte het lange tijd aannemelijk dat de serie zich afspeelt in een andere continuïteit dan de Disney-films en -serie. Pas in seizoen 3 werd duidelijk dat de serie wel degelijk banden heeft met de Disneyfilms. In dit seizoen komt Lilo eenmaal voor. Ze blijkt nu een volwassen vrouw te zijn en zelf een dochter te hebben die er hetzelfde uitziet als Lilo in de eerste film.
In de Engelstalige nasynchronisatie is het verhaal wat aangepast om de serie meer aan te laten sluiten op de films. Zo wordt Lilo wel een paar keer genoemd, waaronder in de pilotaflevering. Hierin wordt vermeld dat Stich het niet kon hebben dat Lilo een nieuwe vriend heeft, en daarom bij haar weg is gelopen. In de Nederlandstalige versie is dit ook overgenomen.

## Cast
- Stitch: Koichi Yamadera
- Yūna: Motoko Kumai
- Jumba: Shozo Iizuka
- Pleakley: Yuji Mitsuya
- Hämsterviel: Hiroshi Yanaka
- Gantu: Unshou Ishizuka
- Obaa: Hisako Kyoda
- Kijimuna: Kappei Yamaguchi
- Yūna's father: Koichi Yamadera
- Taka: Hitomi Hase
- Suzuki: Kanji Suzumori
- Piko: Miyako Ito
- Greengrocer Lady: Miyuki Ichijou
- Mr. Kawasaki: Ryoko Nagata
- Hondo: Souryuu Konno
- Tarou: Tomoe Hanba
- Koji: Yuka Nishigaki
- Angel: Keiko Toda
- Reuben: Koji Ochiai
- 627: Daisuke Gōri
- Tachicchu: Taiten Kusunoki
- Muun: Mitsuaki Madono
- Sparky: Wataru Takagi

## Titelsong
- Opening: "Ichariba Ohana" (イチャリバオハナ, Ichariba Ohana) door BEGIN
- Einde: "Izayoi Yoi" (イザヨイヨイ, Izayoi Evening) door BEGIN w/ Hatoma Kanako